# Jedermannsrecht
Das Jedermannsrecht, in der Schweiz Jedermannszutrittsrecht, ist ein in den nordischen Ländern (ausgenommen Dänemark), Schottland und in der Schweiz gültiges Gewohnheitsrecht, das allen Menschen bestimmte grundlegende Rechte bei der Nutzung der Wildnis und gewissen privaten Landeigentums zugesteht. Da das Jedermannsrecht unter bestimmten Voraussetzungen auch Aktivitäten wie Zelten und Feuermachen erlaubt, geht es deutlich über ein reines Betretungsrecht, wie es zum Beispiel in Deutschland besteht, hinaus.

## Allgemeines
Das Jedermannsrecht besteht in leicht unterschiedlichen, im Grundsatz aber gleichen Ausprägungen in Schweden (allemansrätten), Norwegen (allemannsretten), Finnland (allemansrätten bzw. jokamiehenoikeus) und Estland (igameheõigus). Ähnliche Regelungen gelten mit dem Jedermannszutrittsrecht für Wald, Weide und unkultivierbares Land in der Schweiz. Eine ähnliche Tradition gibt es auch in Schottland, nicht jedoch im übrigen Großbritannien.
Allgemein beinhaltet das Jedermannsrecht das Recht jedes Menschen, die Natur zu genießen und ihre Früchte zu nutzen, unabhängig von den Eigentumsverhältnissen am jeweiligen Grund und Boden. Die Ausübung des Jedermannsrechts ist also nicht von der Zustimmung des Grundbesitzers abhängig.
Ebenso allgemein ist das Jedermannsrecht aber auch beschränkt durch die Bedingung, dass seine Ausübung weder der Natur noch anderen Menschen Schaden, Störungen oder sonstige Nachteile zufügen darf. Insbesondere ist der häusliche Frieden des Landbesitzers zu achten, so dass z. B. zu Wohnhäusern immer ein angemessener Abstand zu halten ist. Überdies kann das Jedermannsrecht in bestimmten Gebieten besonderen Beschränkungen unterliegen, insbesondere in Nationalparks, Naturschutzgebieten oder militärischen Sperrgebieten. So ist beispielsweise in zahlreichen schwedischen Nationalparks das Zelten grundsätzlich verboten.
Die Jagd, das Fangen von Tieren sowie das Einsammeln von Eiern fallen nicht unter das Jedermannsrecht, sondern zählen, wenn es illegal geschieht, als Wilderei.

## Gesetzliche Regelung

### Finnland
Das Jedermannsrecht ist uralte Tradition und als Gewohnheitsrecht nur begrenzt schriftlich geregelt. Die Grenzen des Erlaubten sind allerdings in diversen Gesetzen, zum Beispiel dem Naturschutzgesetz und dem Strafgesetz, festgelegt.

### Norwegen
Das Jedermannsrecht ist im „Gesetz über das Leben im Freien“ (Lov om friluftslivet) vom 28. Juni 1957 festgeschrieben.

### Schottland
Das uralte Gewohnheitsrecht, sich in Schottland auf unkultiviertem Land frei bewegen zu dürfen, wurde mit dem Land Reform (Scotland) Act 2003 festgeschrieben. Das Jedermannsrecht ist in Schottland auch unter dem Begriff Outdoor Access Code bekannt und sieht vor, dass bis zu drei Nächte wild gezeltet werden darf. Ausgenommen sind bewirtschaftete Flächen sowie Flächen in Sichtweite von Häusern und bei historischen Stätten. Grundsätzlich gilt es die Interessen anderer zu achten, die Umwelt zu schützen und Verantwortung für das eigene Handeln zu übernehmen. Seit dem 1. März 2017 gilt, dass während bestimmter Jahreszeiten im Nationalpark Loch Lomond and the Trossachs Nationalpark nicht wild gecampt werden darf. Hierfür sollen die Campingplätze genutzt werden oder man muss eine Genehmigung beantragen. Dies sind Maßnahmen zum Naturschutz.
Für die Situation im übrigen Großbritannien siehe: Öffentliches Wegerecht

### Schweden
Ähnlich wie in Finnland existiert auch in Schweden kein Jedermannsrecht in schriftlicher Form, die Grenzen des Erlaubten sind allerdings in anderen Gesetzen festgelegt. In den 1940er Jahren kam in Schweden das Wort allemansrätt in Gebrauch als Beschreibung dieser uralten Regeln – aber immer noch lex non scripta. 1994 kam ein Satz in Kapitel 2 (§ 15 letzter Satz) der Regeringsformen (die Regeringsformen ist eines der vier schwedischen Grundgesetze), der jedermann den freien Zugang zur Natur zusichert.

### Schweiz
Die allgemeinen Nutzungsrechte bestimmter Länder haben ihren Ursprung in den mittelalterlichen Rechten aller Bürger eines bestimmten Gebietes an gemeinschaftlichem Eigentum wie Allmenden oder herrenlosem Land (z. B. im Hochgebirge, öffentliche Gewässer etc.). Definiert ist das in erster Linie in Art. 699 Abs. 1 ZGB. Einzelne Kantone regeln die Zutritts- und Nutzungsrechte von Personen ohne spezielle Nutzungsrechte noch detaillierter.
Nach ZGB gilt, dass Wald und Weide für jedermann zugänglich sind, soweit dadurch keine übermäßige Nutzung verbunden ist. Außer in speziellen Fällen, wie z. B. zum Schutze von Jungwald oder Biotopen, darf auch Privatwald nicht eingezäunt werden, um den Zutritt fremder Personen zu verhindern. Besonders nutzungsintensive Aktivitäten mit möglichem Schadenspotenzial am Eigentum (z. B. Veranstaltungen im Wald, Zufahrt mit Wagen oder Motorfahrzeugen) können aber von Bewilligungen abhängig gemacht werden. Analoge Regelungen gelten auch für nicht nutzbares Land wie öffentliche Gewässer, Fels, Schnee und Eis – unabhängig davon, ob dieses tatsächlich herrenlos ist (d. h. der Hoheit der Kantone untersteht, so dass kein neues Privateigentum begründet werden kann) oder sich das unfruchtbare Land in Ausnahmefällen in Privateigentum befindet.
Auch kann zum Schutze der Natur durch den betreffenden Kanton eine Begrenzung der Ausübung des Jedermannsrechtes erlassen werden (z. B. zum Pflücken von Pilzen, Sammeln von Beeren und Holz im Wald).

### Andere Länder
In Dänemark gibt es kein historisch entstandenes Jedermannsrecht. Die seit 2004 für zwei Jahre versuchsweise geltende Regelung, die zunächst in etwa 40 Wäldern das Übernachten im Zelt für nichtmotorisierte Reisende zu ähnlichen Bedingungen wie im übrigen Skandinavien erlaubte, wurde nach Ablauf des Versuchszeitraums dauerhaft eingeführt und auf über 200 Wälder ausgedehnt.
In den baltischen Staaten wird außerhalb von Nationalparks das freie Übernachten in Zelten und Campingfahrzeugen toleriert. In Österreich (Wegefreiheit) und Deutschland (Betretungsrecht) ist hingegen normalerweise lediglich das Betreten von Wald und Flur zu Fuß oder auf Skiern für die Allgemeinheit zugelassen. In Bayern ist das Recht im Schwammerlparagraph der Verfassung kodifiziert. In Art. 141 der bayerischen Verfassung wird darin unter anderem Folgendes definiert: „Der Genuß der Naturschönheiten und die Erholung in der freien Natur, insbesondere das Betreten von Wald und Bergweide, das Befahren der Gewässer und die Aneignung wildwachsender Waldfrüchte in ortsüblichem Umfang ist jedermann gestattet.“ In Brandenburg gilt darüber hinaus: „Fuß-, Rad-, Reit- und Wasserwanderer sowie -wanderinnen dürfen in der freien Landschaft für eine Nacht Zelte aufstellen.“
In Neuseeland ist das freie Übernachten in Zelten und Campingfahrzeugen unter Neuseeländern eine traditionell beliebte Urlaubsform, die auch unter Budgetreisenden aus Übersee an Beliebtheit gewinnt. Aufgrund von erhöhtem Tourismus bzw. zunehmenden Fällen von Umweltverschmutzung durch sogenannte freedom campers wurde 2011 der Freedom Camping Act verabschiedet, welcher das freie Übernachten auf öffentlichem Land reguliert, wobei u. a. lokale Behörden Freedom Camping auf ihrem Gebiet einschränken, jedoch nicht völlig verbieten dürfen.

## Bestandteile des Jedermannsrechtes

### Freie Bewegung in der Natur
Besuchern und Wanderern gibt das Jedermannsrecht die Möglichkeit, das Land zu Fuß, auf Skiern oder per Fahrrad zu durchqueren. Motorisierte Fahrzeuge dürfen dagegen nicht verwendet werden. Motorisierte Fahrzeuge dürfen jedoch auf unkultiviertem Land am Straßenrand geparkt werden, wenn dadurch weder der Verkehr behindert noch Schäden angerichtet werden.
Es darf kein Schaden an Höfen und Gärten, Feldern, Wiesen oder Aufforstungen angerichtet werden. Im Sommer müssen Felder unter Nutzung von Wegen durchquert werden, während die Bewegung auf Feldern im Winter frei ist. Werden Tore, Gatter und ähnliche Schließvorrichtungen geöffnet, so müssen diese unmittelbar nach dem Passieren wieder geschlossen werden, damit z. B. kein Vieh entlaufen kann. Der Bereich um ein Wohnhaus, die sogenannte Hausfriedenszone, darf nicht durchquert werden. Ob das Privatgrundstück umzäunt ist oder nicht, spielt hierbei keine Rolle.
Norwegen: Kultiviertes Land darf ohne Genehmigung des Besitzers nur im Winter betreten werden, wenn der Boden gefroren oder schneebedeckt ist.

### Übernachten
Auf unkultiviertem Land erlaubt das Jedermannsrecht jedem das Zelten für ein bis zwei Nächte. In der Nähe von Wohnhäusern muss jedoch immer die Erlaubnis des Grundbesitzers eingeholt werden; dieses gilt ebenfalls für gruppenweises Zelten. Es dürfen für die Übernachtung keine zusätzlichen Aufbauten getätigt werden. Auch darf man den Boden nur soweit aufgraben, dass sein Erscheinungsbild nicht wesentlich verändert wird.
Norwegen: Beim Zelten ist zu bewohnten Häusern und Hütten so viel Abstand zu halten, dass deren Bewohner nicht gestört werden, mindestens jedoch 150 Meter.
Schweiz: Das Übernachten in einem kleinen Zelt oder in einem Biwak ist grundsätzlich erlaubt. Allgemein gilt, dass Standorte oberhalb der Waldgrenze als unbedenklich gelten, wobei in Nähe von Alp- und Berghütten die entsprechende Erlaubnis eingeholt werden soll. An ökologisch sensiblen Standorten (Waldgrenze, Auen, Feuchtgebieten) sollte auf eine Übernachtung verzichtet werden. In Schutzgebieten ist das freie Campieren verboten. Entsprechende Karten weisen solche Gebiete aus. Einige Gemeinden oder Regionen untersagen wildes Campieren.

### Im Wasser
In allen genannten Ländern besteht grundsätzlich freier Zugang zu Meeresküsten, Seen und Flüssen. Baden, Rudern, Paddeln, Segeln und vorübergehendes Anlegen mit Booten ist überall gestattet außer an Privatgrundstücken und Gebieten mit behördlichem Zugangsverbot. Besondere Verbote oder Gebote sind durch behördliche Hinweisschilder gekennzeichnet. Lediglich in Schottland auf den vom Canal & River Trust (bis 2012 British Waterways) unterhaltenen Gewässern (Caledonian Canal einschließlich Loch Ness, Crinan Canal, Lowland Canals) benötigen auch nichtmotorisierte Boote eine Lizenz, diese ist allerdings kostenlos erhältlich. In der Schweiz müssen auch Gummiboote, sofern sie über 2,5 Meter lang sind und über die Uferzone hinaus gefahren werden soll, angemeldet werden (Boote länger als 2,5 Meter gelten, unabhängig von ihrer Art, rechtlich als Schiffe). Für Motorboote gelten länderspezifisch unterschiedliche Bestimmungen:
Finnland: Das Führen von Motorbooten ist auf allen Gewässern grundsätzlich zulässig.
Norwegen: Das Führen von Motorbooten ist auf Salzwasser und auf Seen mit einer Oberfläche von mehr als 2 km² grundsätzlich gestattet, auf Flüssen und kleineren Seen nur dann, wenn diese Teil eines öffentlichen Schifffahrtsweges sind. Es können jedoch lokale Verbote verhängt werden.
Schottland: Das Führen von Motorbooten auf Binnengewässern ist ausschließlich mit einer für das jeweilige Gewässer gültigen Lizenz zulässig.
Schweden: Das Führen von Motorbooten ist auf allen Gewässern grundsätzlich zulässig, Wassermotorräder dürfen hingegen nur in speziell dafür zugelassenen Bereichen und auf öffentlichen Schifffahrtswegen benutzt werden.
Schweiz: Motorboote sind anmeldepflichtig.

### Sammeln und Pflücken

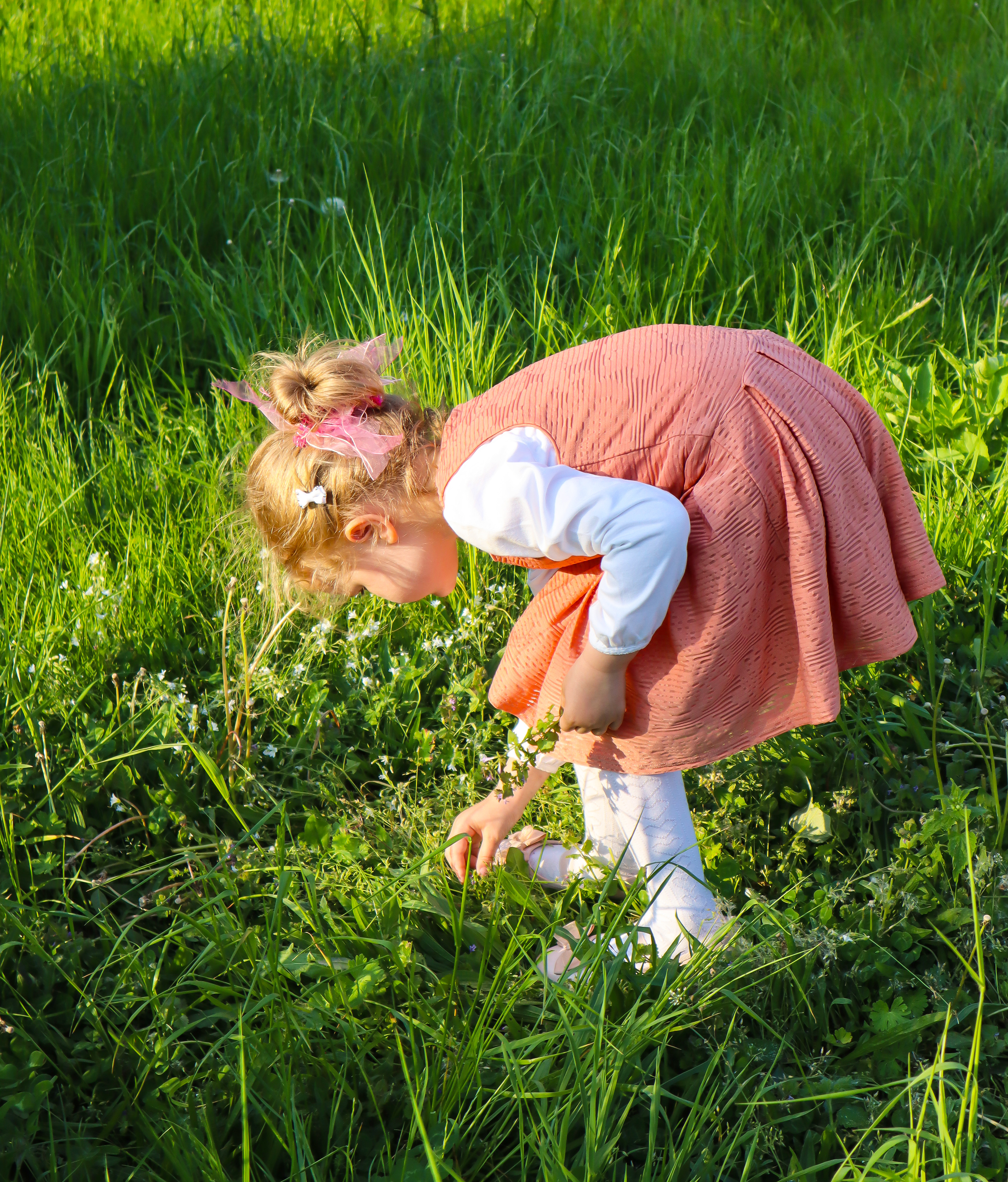
Blumenpflückendes Mädchen

Wild wachsende Beeren, Pilze, Blumen, herabgefallene Zweige und Trockenreisig dürfen für den persönlichen Bedarf gepflückt bzw. gesammelt werden. Hier gibt es aber je nach Land verschiedene Beschränkungen. Verschiedene seltene Pflanzen sind unter Naturschutz gestellt und dürfen nicht gepflückt werden. Das Mitnehmen von lebenden Bäumen und von Sträuchern, das Abbrechen von Zweigen, Ästen, Reisig, Baumrinde, von Harz und von Saft lebender Bäume kann verboten sein.
Finnland: Die Moltebeere darf nur von Samen in Lappland gepflückt werden.
Norwegen: War bis 2012 nicht im Jedermannsrecht selbst, sondern im Strafgesetz geregelt. Seither behandelt § 5 des Jedermannsrechts dieses Thema.
Schweden: Das Pflücken von Nüssen und Eicheln ist nicht gestattet. Dies ist im schwedischen Strafgesetzbuch geregelt.

### Fischen
In Finnland ist nur das Stippfischen (Angeln nur mit Haken und Leine, ohne Rolle) mit natürlichem Köder im Rahmen des Jedermannsrechts generell gestattet. Im Süßwasser kann es jedoch örtliche Beschränkungen und Verbote geben. Für alle anderen Formen des Fischens wird eine Genehmigung benötigt. Personen unter 18 und über 64 Jahren benötigen keine Genehmigung.
In Norwegen darf im Salzwasser, also im offenen Meer und in den Fjorden, ohne Genehmigung geangelt werden. Angeln im Süßwasser sowie jegliche andere Art des Fischens ist nur mit einem Angelschein zulässig. Angelscheine gelten nur in bestimmten Regionen und sind dort bei Touristeninformationen, Sportgeschäften und Kiosken erhältlich. Personen ohne festen Wohnsitz in Norwegen dürfen selbst gefangenen Fisch nicht verkaufen. Zum 1. Januar 2018 wurde die Ausfuhrbeschränkung für in eigener Regie selbst gefangenen Fisch von 15 auf 10 kg reduziert und die Frist von 24 Stunden auf sieben Tage verlängert. Die Erlaubnis, über die zulässige Menge hinaus einen „Trophäenfisch“ zu exportieren, wurde gestrichen. Für Hobbyangler, die ihren Fisch nachweislich mit einem zertifizierten norwegischen Angelanbieter gefangen haben, wurde die Ausfuhrquote auf 20 kg erhöht. Ab 2021 werden die Vorschriften weiter verschärft: Seefisch, der nicht mit einem zertifizierten Angelanbieter gefangen wurde, darf dann gar nicht mehr exportiert werden. Die Exportquote für mit einem Angelanbieter gefangenen Fisch wird auf 18 kg beschränkt und darf nur noch zweimal pro Jahr in Anspruch genommen werden.
In Schottland darf ohne Genehmigung nur im Meer geangelt werden. Angeln im Süßwasser sowie jede andere Form des Fischens nur mit Genehmigung.
In Schweden umfasst das Jedermannsrecht nicht das Recht zum Fischen. Der schwedische Staat hat aber die Rechte zum Eisfischen und zum Angeln mit einer einfachen, spindellosen Rute im Meer sowie in den fünf größten Seen des Landes (Vänern, Vättern, Mälaren, Hjälmaren und Storsjön) von den Eigentümern eingelöst, was als „freies Fischen“ bekannt ist. Für alle anderen Gewässer und jede andere Form des Fischfangs ist eine Erlaubnis (fiskekort, „Angelkarte“) erforderlich. Auch für Inhaber einer Angelkarte können für bestimmte Gewässer weitere Einschränkungen angeordnet werden. So kann die Anzahl der pro Person und Tag maximal zu fangenden Fische begrenzt sein, oder es dürfen bestimmte Fischarten nicht gefangen werden. Seit dem 7. Mai 2011 ist es Freizeitfischern überdies verboten, selbst gefangenen Seefisch zu verkaufen.
In der Schweiz ist die Fischerei nicht durch Art. 699 ZGB abgedeckt, es gilt das Bundesgesetz über die Fischerei, vgl. Angeln (Fischfang)#Schweiz.

### Feuer
Prinzipiell ist es – ausgenommen in Finnland – zulässig, auf unkultiviertem Land oder im Wald ein Lagerfeuer anzuzünden, solange man dabei größtmögliche Vorsicht walten lässt. Falls die Gefahr besteht, dass Vegetation in Brand geraten könnte, darf kein Feuer gemacht werden. Auch auf Felsen darf kein Feuer gemacht werden, da diese bersten könnten. Besondere Vorsicht ist auch auf Moos, Torf und ähnlichen Untergründen geboten, da hier ein Feuer unter Umständen unbemerkt weiterschwelen kann. Idealerweise benutzt man eine hierfür eingerichtete Feuerstelle. Auch sollte man stets darauf achten, dass im Notfall genügend Wasser oder lose Erde zum Löschen zur Verfügung steht. Bevor eine Feuerstelle verlassen wird, muss unbedingt sichergestellt werden, dass das Feuer vollständig gelöscht ist.
Bei Brandgefahr durch Trockenheit können die örtlichen Behörden das Feuermachen verbieten. Ein solches Verbot kann dann auch für speziell eingerichtete Feuerstellen gelten. In Nationalparks und Naturschutzgebieten kann das Feuermachen weiter eingeschränkt oder auch gänzlich verboten sein. Ob Feuermachen an einer bestimmten Stelle gerade erlaubt ist oder nicht, ist im Einzelfall je nach Land bei entsprechenden behördlichen Webseiten, der jeweiligen Gemeindeverwaltung, in Polizeistation oder Touristeninformation zu erfragen.
Als Brennmaterial darf auf dem Boden liegendes Totholz, Reisig etc. verwendet werden. Es dürfen keine Äste, Zweige oder Rinde von lebenden Bäumen abgesägt oder abgebrochen werden. In der Schweiz gilt, dass naturbelassenes Holz verwendet werden darf.
Finnland: Das Entfachen von offenem Feuer ist ohne Genehmigung des Grundeigentümers nur in Notfällen erlaubt. Campingkocher und ähnliche Geräte, bei denen das Feuer nicht mit dem Boden in Berührung kommen kann, sowie speziell eingerichtete Feuerstellen dürfen jedoch benutzt werden.
Norwegen: Im Zeitraum 15. April bis 15. September ist das Entfachen von offenem Feuer in der Nähe von Wald generell verboten.
Schweiz: In Schutzgebieten oder nach örtlicher Anweisung kann das Feuermachen untersagt werden. Darüber hinaus ist die aktuelle Situation hinsichtlich der Waldbrandgefahr vorgängig abzuklären, die entsprechenden Verfügungen sind zu befolgen.

### Abfall
Es dürfen keinerlei Abfälle zurückgelassen werden. Auch das Vergraben von Abfällen, ausgenommen Exkremente, ist nicht zulässig, da Tiere sie wieder ausgraben und sich daran verletzen können. Aus dem gleichen Grund dürfen auch keine Müllsäcke neben bereits gefüllten Abfallbehältern abgestellt werden.